# André Geneste
Pour les articles homonymes, voir Geneste.
André Geneste, né le 24 janvier 1930 au Vernet (Allier) et mort le 22 janvier 2015 à Montpellier,, est un coureur cycliste français. Il évolue au niveau professionnel de 1959 à 1961.

## Palmarès et résultats

### Palmarès par année
- 1952
  - Circuit des Ardennes :
    - Classement général
    - 1re étape[3]

  - 2e de Paris-Laon
- 1953
  - 3e de Lyon-Grenoble-Lyon
  - 3e du Grand Prix de Monaco
- 1959
  - 3e de la Poly Lyonnaise
  - 3e de la Flèche Lyonnaise
- 1960
  - Circuit des Ardennes
- 1962
  - 3e du Prix Albert-Gagnet
- 1963
  - 1re étape du Tour de Corrèze[3]
  - 3e du Grand Prix de la Trinité
- 1964
  - Circuit du Cantal
  - 2e du Circuit des Monts du Livradois
  - 3e du Grand Prix de la Tomate

### Résultats sur les grands tours

#### Tour de France
2 participations
- 1960 : abandon (11e étape)
- 1961 : 72e et lanterne rouge